# Nesticus nahuanus
Espèce
Nesticus nahuanus est une espèce d'araignées aranéomorphes de la famille des Nesticidae.

## Distribution
Cette espèce est endémique du Nuevo León au Mexique,. Elle se rencontre dans des grottes.

## Description
Le mâle décrit par Gertsch en 1984 mesure 5,5 mm et la femelle 5,6 mm.

## Publication originale
- Gertsch, 1971 : A report on some Mexican cave spiders. Association for Mexican Cave Studies Bulletin, vol. 4, p. 47-111.